# Cap de l'oposició a Catalunya
El Cap de l'oposició a Catalunya és una figura institucional reconeguda per l'ordenament jurídic català que ve regulada per l'article 67 bis Reglament del Parlament de Catalunya de 22 de desembre de 2005. Fou una proposta electoral materialitzada pel president Pasqual Maragall amb el Decret 256/2004, de 13 d'abril, de regulació de l'estatut del cap de l'oposició, actualment derogada i regulada per l'anteriorment citat article del Reglament, que atorga al líder del partit que encapçala l'oposició una sèrie de privilegis materials i honorífics.

## Representació
La figura del Cap de l'oposició l'exerceix el membre del Parlament de Catalunya que ocupa la presidència del grup parlamentari de l'oposició amb més escons al Parlament. L'empat a escons, si n'hi ha, es resol a favor del grup que hagi obtingut més vots a les eleccions. La presidència del Parlament declara la condició de cap de l'oposició per mitjà de resolució.

## Funcions
- Ésser consultat, a iniciativa del president o presidenta de la Generalitat de Catalunya sobre els assumptes de més importància per a Catalunya.
- Proposar millores a l'acció de govern.

## Drets
- Rebre el tractament d'honorable senyor o honorable senyora.
- Ésser ordenat protocol·làriament al lloc immediatament posterior als ex-presidents de la Generalitat.
- Percebre les retribucions que determini el Parlament amb càrrec al seu pressupost.
- Disposar de mitjans humans i materials necessaris per a exercir les seves atribucions, dels quals l'ha de proveir el Parlament.

## Llista dels Caps de l'oposició
L'any 2004, el president Pasqual Maragall va regular la figura del Cap de l'oposició, essent el primer a exercir-la Artur Mas. Els anteriors caps de l'oposició es consideren de facto.
| #                                       | Legislatura                             | Nom                                     | Nom                                     | Inici de mandat                         | Fi de mandat                            | Grup parlamentari                       | Grup parlamentari                       |
| Caps de l'Oposició de facto (1980-2004) | Caps de l'Oposició de facto (1980-2004) | Caps de l'Oposició de facto (1980-2004) | Caps de l'Oposició de facto (1980-2004) | Caps de l'Oposició de facto (1980-2004) | Caps de l'Oposició de facto (1980-2004) | Caps de l'Oposició de facto (1980-2004) | Caps de l'Oposició de facto (1980-2004) |
| --------------------------------------- | --------------------------------------- | --------------------------------------- | --------------------------------------- | --------------------------------------- | --------------------------------------- | --------------------------------------- | --------------------------------------- |
| -                                       | I                                       |                                         | Joan Reventós i Carner                  | 10 d'abril de 1980                      | 20 de març de 1984                      |                                         | Partit dels Socialistes de Catalunya    |
| -                                       | II                                      |                                         | Raimon Obiols i Germà                   | 10 de maig de 1984                      | 25 de setembre de 1995                  |                                         | Partit dels Socialistes de Catalunya    |
| -                                       | III                                     |                                         | Raimon Obiols i Germà                   | 10 de maig de 1984                      | 25 de setembre de 1995                  |                                         | Partit dels Socialistes de Catalunya    |
| -                                       | IV                                      |                                         | Raimon Obiols i Germà                   | 10 de maig de 1984                      | 25 de setembre de 1995                  |                                         | Partit dels Socialistes de Catalunya    |
| -                                       | V                                       |                                         | Joaquim Nadal i Farreras                | 5 de desembre de 1995                   | 23 d'agost de 1999                      |                                         | Partit dels Socialistes de Catalunya    |
| -                                       | VI                                      |                                         | Pasqual Maragall i Mira                 | 5 de novembre de 1999                   | 22 de setembre de 2003                  |                                         | Partit dels Socialistes de Catalunya    |
| -                                       | VII                                     |                                         | Artur Mas i Gavarró                     | 5 de desembre de 2003                   | 27 de maig de 2004                      |                                         | Convergència i Unió                     |
| Caps de l'Oposició (2004-actualitat)    |                                         |                                         |                                         |                                         |                                         |                                         |                                         |
| 1                                       | VII                                     |                                         | Artur Mas i Gavarró                     | 25 de maig de 2004                      | 23 de desembre de 2010                  |                                         | Convergència i Unió                     |
| 1                                       | VIII                                    |                                         | Artur Mas i Gavarró                     | 25 de maig de 2004                      | 23 de desembre de 2010                  |                                         | Convergència i Unió                     |
| 2                                       | IX                                      |                                         | Joaquim Nadal i Farreras                | 23 de desembre de 2010                  | 3 de setembre de 2012                   |                                         | Partit dels Socialistes de Catalunya    |
| 3                                       | IX                                      |                                         | Xavier Sabaté i Ibarz                   | 3 de setembre de 2012                   | 17 de desembre de 2012                  |                                         | Partit dels Socialistes de Catalunya    |
| 4                                       | X                                       |                                         | Oriol Junqueras i Vies                  | 17 de desembre de 2012                  | 26 d'octubre de 2015                    |                                         | Esquerra Republicana de Catalunya       |
| 5                                       | XI                                      |                                         | Inés Arrimadas García                   | 26 d'octubre de 2015                    | 20 de maig de 2019                      |                                         | Ciutadans - Partit de la Ciutadania     |
| 5                                       | XII                                     |                                         | Inés Arrimadas García                   | 26 d'octubre de 2015                    | 20 de maig de 2019                      |                                         | Ciutadans - Partit de la Ciutadania     |
| 6                                       | Carlos Carrizosa                        | Carlos Carrizosa Torres                 | 20 de juny de 2019                      | 21 de maig de 2021                      |                                         |                                         | Ciutadans - Partit de la Ciutadania     |
| 7                                       | XII/XIV                                 |                                         | Salvador Illa i Roca                    | 21 de maig de 2021                      | 8 d'agost de 2024                       |                                         | Partit dels Socialistes de Catalunya    |
| 8                                       | XV                                      |                                         | Albert Batet i Canadell                 | 8 d'agost de 2024                       | En el càrrec                            |                                         | Junts per Catalunya                     |